# Tatiana Řecká a Dánská
Tatiana Řecká a Dánská (* Tatiana Ellinka Blatnik  28. srpna 1980, Caracas) bola manželkou prince Nikolaa, syna Konstantina II. Řeckého, který vládl jako poslední řecký král až do zániku monarchie v roce 1973.

## Původ a rodina
Tatiana Blatnik se narodila ve městě Caracas ve Venezuele a vyrůstala ve Švýcarsku. Tatiana a její bratr Boris Blatnik (narozen 21. února 1978) jsou dětmi Ladislava Vladimíra Blatnika, narozeného ve Slovinsku, a Marie Blanche Bierlein (narozené 10. prosince 1954 v Mnichově). Jejími prarodiči z matčiny strany jsou Ernst Bierlein, narozen 26. února 1920 v Mnichově a jeho manželka, hraběnka Ellinka von Einsiedel, narozená 26. července 1922 ve Würmeggu, která je potomkem kurfiřta Viléma II. Hesenského. Tatianin biologický otec zemřel, když jí bylo šest let a tak vyrůstala jen s matkou. Její nevlastní otec, Attilio Brillembourg, je majitel společnosti finančních služeb v New Yorku.
Tatiana studovala na Aiglon College ve Švýcarsku a v roce 2003 absolvovala na Georgetown University sociologii. Do července 2010, kdy odstoupila, aby se zaměřila na své svatební plány, pracovala v oddělení reklamy jako projektantka událostí pro módní návrhářku Diane von Fürstenberg.

## Zásnuby a svatba
Tatiano zasnoubení s princem Nikolaem, s nímž měla dlouhodobý vztah, bylo oznámeno 28. prosince 2009 kanceláří krále Konstantina v Londýně. Svatba se konala v ortodoxním kostele svatého Nikolase v řeckém městě Spetses 25. srpna 2010.

## Tituly a oslovení
- 28. srpna 1980 – 25. srpna 2010: Slečna Tatiana Blatnik
- Od 25. srpna 2010 - 4.2024: Její královská Výsost princezna Tatiana Řecká a Dánská

Tatiana byla také dámou 1. třídy řádu svaté Olgy a Žofie.